# Kelvin Gastelum
Kelvin Gastelum (San José, California, Estados Unidos; 24 de octubre de 1991) es un artista marcial mixto estadounidense que actualmente compite en la categoría de peso mediano de Ultimate Fighting Championship (UFC). Gastelum es el ganador de la temporada 17 de The Ultimate Fighter. Desde el 5 de diciembre de 2023, está en la posición #14 del ranking de peso mediano de UFC.

## Carrera de artes marciales mixtas

### Inicios
Gastelum era un luchador del campeonato del estado en la High School secundaria de Cibola en Yuma, AZ y atendió a la universidad de Idaho del norte por un año antes de decidir convertirse en profesional. Anteriormente trabajó como fianzas antes de dejar de fumar y entrenar a tiempo completo.
Él hizo su debut profesional de MMA el 11 de diciembre de 2010. Ganó vía sumisión debido a golpes en el segundo asalto.
Después de su debut, Gastelum acumuló un récord invicto de 5-0. Había terminado cada oponente con el que se había enfrentado con 2 TKOs y 3 sumisiones en su registro.

### The Ultimate Fighter
En enero de 2013, se anunció que Gastelum fue seleccionado para The Ultimate Fighter: Team Jones vs. Team Sonnen. Para entrar en la casa TUF, Gastelum derrotó a Kito Andrews por decisión. Durante la elección de los equipos, fue elegido por Chael Sonnen para el equipo Sonnen.
La próxima pelea de Gastelum en la casa fue contra Bubba McDaniel. Justo antes de su pelea, Chael Sonnen recibió una llamada de Ronda Rousey, campeona de peso gallo femenino de la UFC, quien le deseó buena suerte a Gastelum en su pelea y dijo que si ganaba, bajaría al gimnasio de TUF y enseñaría una sesión. Ganó la pelea por sumisión en el segundo asalto.
En los cuartos de final, Gastelum enfrentó a Colin Hart. Ganó la pelea por nocaut en el primer asalto.
En las semifinales, Gastelum enfrentó a Josh Samman, la selección número dos del Team Jones. Ganó la pelea por sumisión en el primer asalto, asegurando así su lugar en la final.

### Ultimate Fighting Championship
Con su exitosa carrera de 4–0 en el show, Gastelum enfrentó a su compañero de equipo Uriah Hall en la final en The Ultimate Fighter 17 Finale. A pesar de ser un underdog significativo, Gastelum ganó la pelea por decisión dividida. Gastelum apareció en "The MMA Hour" con Ariel Helwani y declaró su intención de caer en Welterweight, citando y complementando una desventaja de fuerza que sentía contra Hall.
Se esperaba que Gastelum enfrentara a Paulo Thiago el 28 de agosto de 2013 en UFC Fight Night 27. Sin embargo, Thiago salió de la pelea debido a una lesión en la rodilla y fue reemplazado por Brian Melancon. Gastelum derrotó a Melancon por sumisión en el primer asalto.
Se esperaba que Gastelum enfrentara a Court McGee el 14 de diciembre de 2013 en UFC on Fox 9, pero se vio obligado a retirarse debido a un desgarro en el ligamento cruzado posterior.
Gastelum enfrentó a Rick Story el 15 de marzo de 2014, en UFC 171, una pelea que había pedido específicamente. Ganó la lucha por decisión dividida.
Gastelum enfrentó a Nico Musoke el 28 de junio de 2014, en UFC Fight Night 44. Ganó la lucha por decisión unánime. Gastelum perdió peso por uno y tres cuartos de libras y perdió el 20% de su bolsa de lucha a Musoke. Ganó la pelea por decisión unánime.
Gastelum siguió luchando contra Jake Ellenberger el 15 de noviembre de 2014, en el UFC 180 en el co-main event. Ganó la pelea por sumisión en el primer asalto. El triunfo también le valió a Gastelum su primer premio a la Actuación de la noche.
Gastelum enfrentó a Tyron Woodley el 31 de enero de 2015 en UFC 183. Perdió el peso por 10 libras y fue multado con el 30% de su monedero de la lucha que iría a Woodley. Perdió la pelea por decisión dividida. En la entrevista posterior a la pelea con Joe Rogan, Woodley dijo que no aceptaría el 30% del monedero de Gastelum, ya que perder peso y perder era suficiente castigo.
Debido a que Gastelum no fue capaz de dar el peso en dos ocasiones mientras luchaba en la división de peso wélter en la UFC, el presidente de la UFC Dana White ordenó a Gastelum subir a peso mediano.
En su vuelta a peso mediano, Gastelum enfrentó a Nate Marquardt en UFC 188, el 13 de junio de 2015. Ganó la lucha a través de TKO después de que la esquina de Marquardt detuviera la pelea al final del segundo asalto.
Se esperaba que Gastelum enfrentara a Matt Brown en una pelea de peso wélter el 21 de noviembre de 2015, en The Ultimate Fighter América Latina 2 Finale. Sin embargo, Brown se retiró de la lucha debido a una lesión de tobillo sufrida en la formación. Fue reemplazado por Neil Magny. Gastelum perdió la pelea por decisión dividida. Su actuación llevó a que los dos recibieran el premio a Pelea de la Noche.
Gastelum debía enfrentar a Kyle Noke el 2 de enero de 2016, en UFC 195, sin embargo, el 22 de diciembre, Gastelum fue retirado debido a una lesión en la muñeca y fue reemplazado por Alex Morono.
Gastelum enfrentó a Johny Hendricks el 9 de julio de 2016, en el UFC 200. Ganó la pelea por decisión unánime.
Se esperaba que Gastelum enfrentara a Donald Cerrone el 12 de noviembre de 2016, en UFC 205. Kelvin fue incapaz de conseguir el peso acordado superando 10lbs el límite de 170 lbs.
Gastelum fue rápidamente reprogramado y enfrentó a Tim Kennedy en una pelea de peso mediano el 10 de diciembre de 2016 en UFC 206. Ganó la pelea a través de TKO en el tercer asalto.
En su lucha más importante en la UFC hasta la fecha, Gastelum enfrentó a Vitor Belfort el 11 de marzo de 2017 en el evento principal de UFC Fight Night 106. Ganó la pelea a través de TKO en el primer asalto. La victoria también le valió a Gastelum su segundo premio a la Actuación de la noche.
Estaba previsto que Gastelum enfrentara a Anderson Silva en el UFC 212 pero la pelea fue cancelada debido a que Kelvin fue suspendido después de dar positivo en marihuana en una prueba sorpresa realizada por USADA.
Gastelum enfrentó a Chris Weidman el 22 de julio de 2017 en el evento principal de UFC on Fox 25. Gastelum fue derribado varias veces y finalmente perdió la pelea por sumisión en el tercer asalto. En la conferencia de prensa posterior a la pelea, Gastelum dijo que le gustaría bajar a 170 libras (división de peso wélter) para su próxima pelea.
La pelea con Anderson Silva se reprogramó y se esperaba que tuviera lugar el 25 de noviembre de 2017 en UFC Fight Night: Bisping vs. Gastelum. Sin embargo, se anunció el 10 de noviembre de 2017 que Silva fue retirado de la pelea debido a una prueba de drogas fallida de la USADA y fue reemplazado por Michael Bisping. Gastelum ganó la pelea por KO en el primer asalto. Luego de la pelea, recibió el premio a la Actuación de la Noche.
Gastelum enfrentó a Ronaldo Souza el 12 de mayo de 2018 en UFC 224. Ganó la pelea por decisión dividida. Luego de la pelea, ambos peleadores recibieron el premio a la Pelea de la Noche.

#### 2019
En julio de 2018, UFC anunció que Gastelum y Robert Whittaker fueron seleccionados como entrenadores para el The Ultimate Fighter 28. El 2 de noviembre de 2018, se anunció que Gastelum enfrentaría a Whittaker por el Campeonato Mundial de Peso Mediano de UFC el 9 de febrero de 2019, en UFC 234. Sin embargo, Whittaker se retiró de la pelea horas antes del evento y se sometió a una cirugía de emergencia debido a una hernia abdominal del intestino y un intestino retorcido y colapsado.
Gastelum enfrentó Israel Adesanya el 13 de abril de 2019, en UFC 236 por el Campeonato Interino de Peso Mediano de UFC. Perdió la cerrada pelea por decisión unánime. Esta pelea lo hizo merecedor de su tercer premio de Pelea de la Noche, y fue votada como la Pelea del Año de 2019 por múltiples medios especializados de MMA.
Gastelum enfrentó a Darren Till el 2 de noviembre de 2019, en UFC 244. Perdió la pelea por decisión dividida. Gastelum fue suspendido por la USADA por 9 meses por dar positivo por marihuana relacionado con su pelea con Darren Till en noviembre de 2019, en UFC 244, pero la suspensión se redujo a cinco meses luego de que Gastelum completara exitosamente un programa de tratamiento de drogas.

#### 2020
Gastelum enfrentó a Jack Hermansson el 19 de julio de 2020, en UFC Fight Night 172. Perdió la pelea por sumisión (heel hook) en el primer asalto.

#### 2021
Gastelum estaba programado para enfrentarse a Ian Heinisch el 30 de enero de 2021 en UFC Fight Night: Rozenstruik vs. Gane. El 26 de diciembre de 2020, se anunció que la pelea sería trasladada a UFC 258 el 13 de febrero de 2021. Gastelum ganó la pelea por decisión unánime.
Gastelum enfrentó a Robert Whittaker, en sustitución de Paulo Costa, el 17 de abril de 2021 en UFC on ESPN: Whittaker vs. Gastelum. Gastelum perdió la pelea por decisión unánime. Esta pelea le valió el premio Pelea de la Noche.
Gastelum enfrentó a Jared Cannonier el 21 de agosto de 2021 en UFC on ESPN: Cannonier vs. Gastelum. Gastelum perdió la pelea por decisión unánime.

#### 2023
Gastelum enfrentó a Chris Curtis el 8 de abril de 2023, en UFC 287. Ganó la pelea por decisión unánime. Esta pelea lo hizo merecedor de su quinto premio de Pelea de la Noche.
En su regreso a peso wélter, Gastelum estaba programado para enfrentar a Shavkat Rakhmonov el 16 de septiembre de 2023, en UFC Fight Night 225. Sin embargo, Gastelum se retiró del evento por una lesión y la pelea fue cancelada.
Gastelum enfrentó a Sean Brady 2 de diciembre de 2023, en UFC on ESPN 52. Perdió la pelea por sumisión en el tercer asalto.

#### 2024

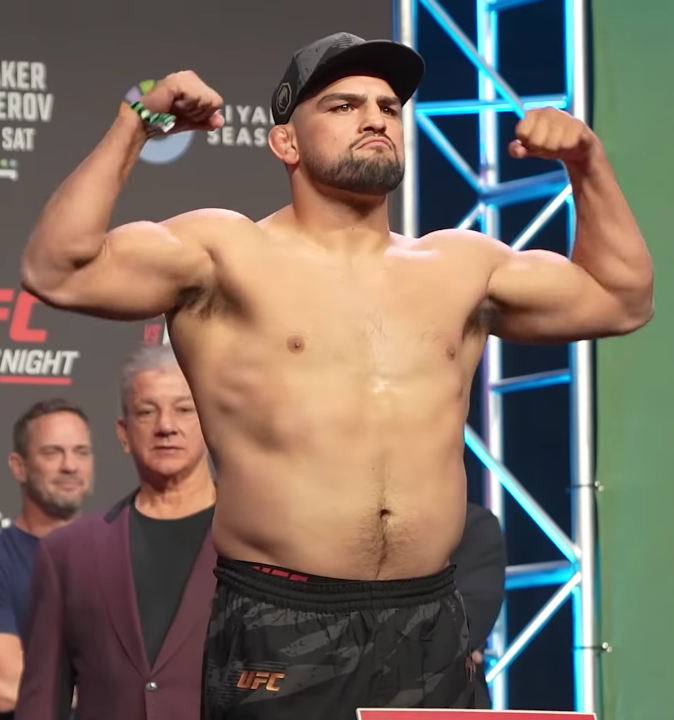
Gastelum durante el pesaje ceremonial de UFC on ABC 6

Gastelum enfrentó a Daniel Rodriguez el 22 de junio de 2024, en UFC on ABC 6. Ganó la pelea por decisión unánime.

#### 2025
Gastelum estaba programado para enfrentar a Joe Pyfer el 29 de marzo de 2025 en UFC on ESPN 64. Sin embargo, a pesar de que ambos pasaron por la báscula antes de la pelea, esta se canceló el día del evento debido a una enfermedad sufrida por Pyfer.

## Campeonatos y logros
- Ultimate Fighting Championship
  - Ganador del The Ultimate Fighter 17
  - Pelea de la Noche (Cinco veces) vs. Neil Magny, Ronaldo Souza, Israel Adesanya, Robert Whittaker y Chris Curtis[56][57][58][44][48]
  - Actuación de la Noche (Tres veces) vs. Jake Ellenberger, Vitor Belfort y Michael Bisping[59][60][61]
- World MMA Awards
  - Peleador Revelación del Año 2014
- Wrestling Observer Newsletter
  - Pelea del Año 2019 de MMA vs. Israel Adesanya (UFC 236, 13 de abril)[62]
- MMAJunkie.com
  - Pelea del Mes de abril de 2019 vs. Israel Adesanya[63]
  - Pelea del Año 2019 vs. Israel Adesanya[64]
- MMA Fighting
  - Pelea del Año 2019 vs. Israel Adesanya[65]
- Cageside Press
  - Pelea del Año 2019 vs. Israel Adesanya[66]

## Récord en artes marciales mixtas
| Récord profesional | Récord profesional | Récord profesional |
| 28 peleas          | 18 victorias       | 9 derrotas         |
| ------------------ | ------------------ | ------------------ |
| Nocaut             | 6                  | 0                  |
| Sumisión           | 4                  | 3                  |
| Decisión           | 8                  | 6                  |
| Sin resultado      | 1                  | 1                  |

| Resultado     | Récord   | Oponente         | Método                        | Evento                                                  | Fecha                   | Ronda | Tiempo | Localización            | Notas |
| ------------- | -------- | ---------------- | ----------------------------- | ------------------------------------------------------- | ----------------------- | ----- | ------ | ----------------------- | --- |
| Victoria      | 18–9 (1) | Daniel Rodriguez | Decisión (unánime)            | UFC on ABC: Whittaker vs. Aliskerov                     | 22 de junio de 2024     | 3     | 5:00   | Riad                    | |
| Derrota       | 17–9 (1) | Sean Brady       | Sumisión (kimura)             | UFC on ESPN: Dariush vs. Tsarukyan                      | 2 de diciembre de 2023  | 3     | 1:43   | Austin, Texas           | Regreso a peso wélter. |
| Victoria      | 17–8 (1) | Chris Curtis     | Decisión (unánime)            | UFC 287                                                 | 8 de abril de 2023      | 3     | 5:00   | Miami, Florida          | Pelea de la Noche. |
| Derrota       | 16–8 (1) | Jared Cannonier  | Decisión (unánime)            | UFC on ESPN: Cannonier vs. Gastelum                     | 21 de agosto de 2021    | 5     | 5:00   | Las Vegas, Nevada       | |
| Derrota       | 16–7 (1) | Robert Whittaker | Decisión (unánime)            | UFC on ESPN: Whittaker vs. Gastelum                     | 17 de abril de 2021     | 5     | 5:00   | Las Vegas, Nevada       | Pelea de la Noche. |
| Victoria      | 16–6 (1) | Ian Heinisch     | Decisión (unánime)            | UFC 258                                                 | 13 de febrero de 2021   | 3     | 5:00   | Las Vegas, Nevada       | |
| Derrota       | 15–6 (1) | Jack Hermansson  | Sumisión (heel hook)          | UFC Fight Night: Figueiredo vs. Benavidez 2             | 18 de julio de 2020     | 1     | 1:18   | Abu Dabi                | |
| Derrota       | 15–5 (1) | Darren Till      | Decisión (dividida)           | UFC 244                                                 | 2 de noviembre de 2019  | 3     | 5:00   | Ciudad de Nueva York    | |
| Derrota       | 15–4 (1) | Israel Adesanya  | Decisión (unánime)            | UFC 236                                                 | 13 de abril de 2019     | 5     | 5:00   | Atlanta, Georgia        | Por el Campeonato Interino de Peso Mediano de UFC. Pelea de la Noche.                                                                |
| Victoria      | 15–3 (1) | Ronaldo Souza    | Decisión (dividida)           | UFC 224                                                 | 12 de mayo de 2018      | 3     | 5:00   | Río de Janeiro          | Pelea de la Noche. |
| Victoria      | 14–3 (1) | Michael Bisping  | KO (golpe)                    | UFC Fight Night: Bisping vs. Gastelum                   | 25 de noviembre de 2017 | 1     | 2:30   | Shanghái                | Actuación de la Noche. |
| Derrota       | 13–3 (1) | Chris Weidman    | Sumisión (arm-triangle choke) | UFC on Fox: Weidman vs. Gastelum                        | 22 de julio de 2017     | 3     | 3:46   | Long Island, Nueva York | |
| Sin Resultado | 13–2 (1) | Vitor Belfort    | Sin Resultado (anulado)       | UFC Fight Night: Belfort vs. Gastelum                   | 11 de marzo de 2017     | 1     | 3:52   | Fortaleza               | Originalmente una victoria por TKO para Gastelum; Anulado luego de que Gastelum diera positivo por marihuana; Actuación de la Noche. |
| Victoria      | 13–2     | Tim Kennedy      | TKO (golpes)                  | UFC 206                                                 | 10 de diciembre de 2016 | 3     | 2:45   | Toronto, Ontario        | Regreso a peso mediano. |
| Victoria      | 12–2     | Johny Hendricks  | Decisión (unánime)            | UFC 200                                                 | 9 de julio de 2016      | 3     | 5:00   | Las Vegas, Nevada       | Pelea en peso pactado (171.25 lbs) bout; Hendricks no dio el peso.                                                                   |
| Derrota       | 11–2     | Neil Magny       | Decisión (dividida)           | UFC Fight Night: Magny vs. Gastelum                     | 21 de noviembre de 2015 | 5     | 5:00   | Monterrey               | Regreso a peso wélter. Pelea de la Noche.                                                                                            |
| Victoria      | 11–1     | Nate Marquardt   | TKO (parada médica)           | UFC 188                                                 | 13 de junio de 2015     | 2     | 5:00   | Ciudad de México        | Pelea en peso mediano. |
| Derrota       | 10–1     | Tyron Woodley    | Decisión (dividida)           | UFC 183                                                 | 31 de enero de 2015     | 3     | 5:00   | Las Vegas, Nevada       | Pelea en peso pactado (180 lbs); Gastelum no dio el peso.                                                                            |
| Victoria      | 10–0     | Jake Ellenberger | Sumisión (rear naked choke)   | UFC 180                                                 | 15 de noviembre de 2014 | 1     | 4:46   | Ciudad de México        | Actuación de la Noche. |
| Victoria      | 9–0      | Nico Musoke      | Decisión (unánime)            | UFC Fight Night: Swanson vs. Stephens                   | 28 de junio de 2014     | 3     | 5:00   | San Antonio, Texas      | Pelea en peso pactado (172.75 lbs); Gastelum no dio el peso.                                                                         |
| Victoria      | 8–0      | Rick Story       | Decisión (dividida)           | UFC 171                                                 | 15 de marzo de 2014     | 3     | 5:00   | Dallas, Texas           | |
| Victoria      | 7–0      | Brian Melancon   | Sumisión (rear naked choke)   | UFC Fight Night: Condit vs. Kampmann 2                  | 28 de agosto de 2013    | 1     | 2:26   | Indianapolis, Indiana   | Debut en peso wélter. |
| Victoria      | 6–0      | Uriah Hall       | Decisión (dividida)           | The Ultimate Fighter: Team Jones vs. Team Sonnen Finale | 13 de abril de 2013     | 3     | 5:00   | Las Vegas, Nevada       | Ganó el Torneo de Peso Pediano de The Ultimate Fighter 17.                                                                           |
| Victoria      | 5–0      | Mike Ashford     | TKO (golpes)                  | Rage in the Cage 161                                    | 20 de julio de 2012     | 1     | 1:57   | Chandler, Arizona       | |
| Victoria      | 4–0      | Bill Smallwood   | Sumisión (rear naked choke)   | Cage Rage: On the River 2                               | 7 de julio de 2012      | 1     | 0:56   | Parker, Arizona         | |
| Victoria      | 3–0      | Mike Gentile     | TKO (golpes)                  | Desert Rage Full Contact Fighting 10                    | 22 de octubre de 2011   | 2     | 2:32   | Yuma, Arizona           | |
| Victoria      | 2–0      | Yair Moguel      | TKO (golpes)                  | Latin American Warriors 1: Heatwave                     | 16 de julio de 2011     | 3     | 2:26   | Mexicali                | |
| Victoria      | 1–0      | Jose Sanchez     | Sumisión (golpes)             | Latin American Fighter 1: Border Wars                   | 11 de diciembre de 2010 | 2     | 1:38   | Mexicali                | |